# Jeffrey Ford
Jeffrey Ford (Novato, 16 febbraio 1968) è un montatore statunitense.

## Filmografia

### Montatore
- The Yards, regia di James Gray (2000)
- Teddy Bears' Picnic, regia di Harry Shearer (2001)
- One Hour Photo, regia di Mark Romanek (2002)
- L'inventore di favole (Shattered Glass), regia di Billy Ray (2003)
- Nascosto nel buio (Hide and Seek), regia di John Polson (2005)
- La neve nel cuore (The Family Stone), regia di Thomas Bezucha (2005)
- Breach - L'infiltrato (Breach), regia di Billy Ray (2007)
- La notte non aspetta (Street Kings), regia di David Ayer (2008)
- Nemico pubblico - Public Enemies (Public Enemies), regia di Michael Mann (2009)
- Crazy Heart, regia di Scott Cooper (2009)
- Provinces of Night, regia di Shane Dax Taylor (2010)
- Monte Carlo, regia di Thomas Bezucha (2011)
- Captain America - Il primo Vendicatore (Captain America: The First Avenger), regia di Joe Johnston (2011)
- The Avengers, regia di Joss Whedon (2012)
- Iron Man 3, regia di Shane Black (2013)
- Captain America: The Winter Soldier, regia di Anthony e Joe Russo (2014)
- Avengers: Age of Ultron, regia di Joss Whedon (2015)
- Captain America: Civil War, regia di Anthony e Joe Russo (2016)
- Avengers: Infinity War, regia di Anthony e Joe Russo (2018)
- Avengers: Endgame, regia di Anthony e Joe Russo (2019)
- Uno di noi (Let Him Go), regia di Thomas Bezucha (2020)
- The Electric State, regia di Anthony e Joe Russo (2025)

#### Assistente montatore
- Little Odessa, regia di James Gray (1994)
- Two Over Easy, regia di Stephen Kay (1994) - cortometraggio
- Cosa fare a Denver quando sei morto (Things to Do in Denver When You're Dead), regia di Gary Fleder (1995)
- Assassins, regia di Richard Donner (1995)
- Il corvo 2 (The Crow: City of Angels), regia di Tim Pope (1996)
- Solo se il destino ('Til There Was You), regia di Scott Winant (1997)
- Qualcosa è cambiato (As Good as It Gets), regia di James L. Brooks (1997)
- Io, robot (I, Robot), regia di Alex Proyas (2004)
- Suspect Zero, regia di E. Elias Merhige (2004)
- Doctor Strange, regia di Scott Derrickson (2016)

### Produttore
- Monte Carlo, regia di Thomas Bezucha (2011) - produttore associato
- Avengers: Age of Ultron, regia di Joss Whedon (2015) - produttore associato

### Doppiatore
- L'inventore di favole (Shattered Glass), regia di Billy Ray (2003) - non accreditato

## Riconoscimenti
- 2003 - Satellite Award
  - Candidatura per il miglior montaggio per One Hour Photo
- 2006 - American Cinema Editors
  - Candidatura per il miglior montaggio per un film commedia o musicale per La neve nel cuore
- 2012 - Hollywood Post Alliance
  - Candidatura per il miglior montaggio per The Avengers
- 2013 - Saturn Award
  - Candidatura per il miglior montaggio per The Avengers
- 2014 - Hollywood Post Alliance
  - Candidatura per il miglior montaggio per Captain America: The Winter Soldier
- 2015 - Saturn Award
  - Candidatura per il miglior montaggio per Captain America: The Winter Soldier
- 2017 - Saturn Award
  - Candidatura per il miglior montaggio per Captain America: Civil War
- 2019 - Saturn Award[1]
  - Candidatura per il miglior montaggio per Avengers: Endgame